# وشم يانترا

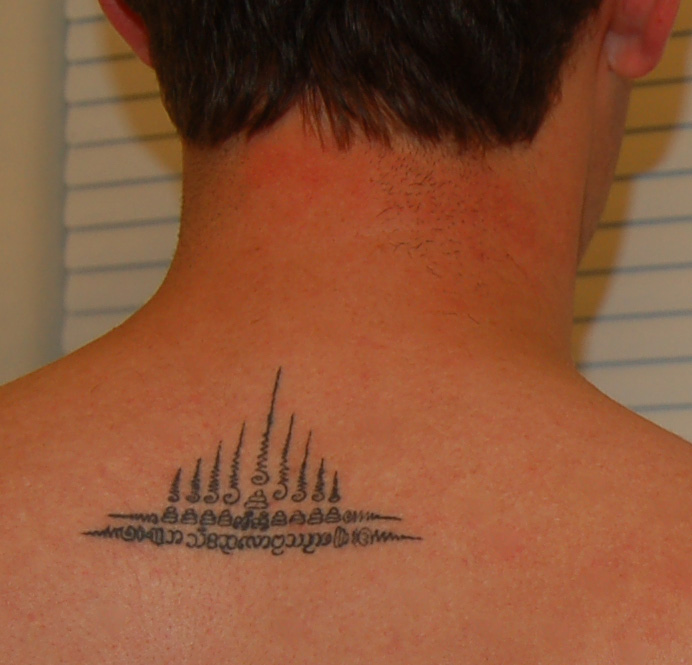
وشم غاو يورد "أي تسعة أبراج"

وشم يانترا، يسمى أيضاً ساك يانت (بالتايلندية:สักยันต์، بالخميرية:សាក់យ័ន្ត)، هو شكل من أشكال الوشم الذي يمارس في دول جنوب شرق آسيا بما فيها كمبوديا ولاوس وتايلاند. وقد بدأت هذه الممارسة أيضاً تنمو شعبيتها بين البوذيين الصينيين في سنغافورة.
عادة ما تكون تصاميم وشم ساك يانت على يد ممارسين wicha (السحر) والرهبان البوذيين، تقليدياً يتألف تصميم الوشم من عصا من الخيزران طويلة مشحذة إلى نقطة (تسمى ماي ساك) أو كبديل يتكون من مسمار معدني طويل (يسمى خيم ساك).

## الغاية من الوشم
يعتقد بأن وشم يانترا سحري ويضيف قوة غامضة ويحمي ويعطي حظاً طيباً. يستخدم هذا الوشم في كمبوديا للحماية الذاتية. الكمبوديين يعتقدون بأن اليانترا لديه القوى السحرية التي تجنّب المفاسد والمشقة.